# We R Who We R
We R Who We R is de naam van de eerste single van Cannibal, het tweede album van Ke$ha. "We R Who We R" wijkt qua stijl niet af van de voorgangers. Het lied wordt veel vergeleken met Ke$ha's vorige hits zoals: Tik Tok en Take It Off. De single kwam binnen in de Ultratip 50 (Vlaanderen) op de 38ste plaats en in de Nederlandse tiplijst op de 28ste plaats. Op de officiële site van Ke$ha kunnen fans van dit liedje een foto doorsturen met daar bij de tekst "I'm who I'm" om deze song te promoten. Zowel op de muziekzender TMF & Jim was de clip voor één week de superclip.

## Videoclip
De videoclip is opgenomen door Type Williams die al eerder de clips van Coldplay en van Kelis regisseerde. De videoclip werd opgenomen in het centrum van Los Angeles. We zien Ke$ha samen met nog enkele andere mensen een feest bouwen in het centrum van Los Angeles. Op het einde zien we Ke$ha vallen van een hoog gebouw , maar gelukkig wordt ze opgevangen door de feestvierders. 
Haar stijl in de clip is ook net iets anders dan we gewend zijn.Ze had een jurk met slordige diamanten en een hanenkam met een vlecht.

## Promotie
Ze zong We R Who We R tijdens haar tournee genaamd Get $leazy. Ook zong ze het op de Grammy Awards samen met Take It Off.

## Hitnotering

### NederlandseSingle Top 100
| Hitnotering: (Week 1 t/m 2) 04-12-2010 t/m 11-12-2010 Hitnotering: (Week 3 t/m 13) 25-12-2010 t/m 05-03-2011 | Hitnotering: (Week 1 t/m 2) 04-12-2010 t/m 11-12-2010 Hitnotering: (Week 3 t/m 13) 25-12-2010 t/m 05-03-2011 | Hitnotering: (Week 1 t/m 2) 04-12-2010 t/m 11-12-2010 Hitnotering: (Week 3 t/m 13) 25-12-2010 t/m 05-03-2011 | Hitnotering: (Week 1 t/m 2) 04-12-2010 t/m 11-12-2010 Hitnotering: (Week 3 t/m 13) 25-12-2010 t/m 05-03-2011 | Hitnotering: (Week 1 t/m 2) 04-12-2010 t/m 11-12-2010 Hitnotering: (Week 3 t/m 13) 25-12-2010 t/m 05-03-2011 | Hitnotering: (Week 1 t/m 2) 04-12-2010 t/m 11-12-2010 Hitnotering: (Week 3 t/m 13) 25-12-2010 t/m 05-03-2011 | Hitnotering: (Week 1 t/m 2) 04-12-2010 t/m 11-12-2010 Hitnotering: (Week 3 t/m 13) 25-12-2010 t/m 05-03-2011 | Hitnotering: (Week 1 t/m 2) 04-12-2010 t/m 11-12-2010 Hitnotering: (Week 3 t/m 13) 25-12-2010 t/m 05-03-2011 | Hitnotering: (Week 1 t/m 2) 04-12-2010 t/m 11-12-2010 Hitnotering: (Week 3 t/m 13) 25-12-2010 t/m 05-03-2011 | Hitnotering: (Week 1 t/m 2) 04-12-2010 t/m 11-12-2010 Hitnotering: (Week 3 t/m 13) 25-12-2010 t/m 05-03-2011 | Hitnotering: (Week 1 t/m 2) 04-12-2010 t/m 11-12-2010 Hitnotering: (Week 3 t/m 13) 25-12-2010 t/m 05-03-2011 | Hitnotering: (Week 1 t/m 2) 04-12-2010 t/m 11-12-2010 Hitnotering: (Week 3 t/m 13) 25-12-2010 t/m 05-03-2011 | Hitnotering: (Week 1 t/m 2) 04-12-2010 t/m 11-12-2010 Hitnotering: (Week 3 t/m 13) 25-12-2010 t/m 05-03-2011 | Hitnotering: (Week 1 t/m 2) 04-12-2010 t/m 11-12-2010 Hitnotering: (Week 3 t/m 13) 25-12-2010 t/m 05-03-2011 | Hitnotering: (Week 1 t/m 2) 04-12-2010 t/m 11-12-2010 Hitnotering: (Week 3 t/m 13) 25-12-2010 t/m 05-03-2011 | Hitnotering: (Week 1 t/m 2) 04-12-2010 t/m 11-12-2010 Hitnotering: (Week 3 t/m 13) 25-12-2010 t/m 05-03-2011 |
| Week: | 1 | 2 | | 3 | 4 | 5 | 6 | 7 | 8 | 9 | 10 | 11 | 12 | 13 | |
| --- | --- | --- | --- | --- | --- | --- | --- | --- | --- | --- | --- | --- | --- | --- | --- |
| Positie: | 99 | 95 | uit | 80 | 61 | 42 | 66 | 62 | 68 | 63 | 54 | 66 | 67 | 79 | uit |

### VlaamseUltratop 50
| Hitnotering: 18-12-2010 t/m 12-03-2011 | Hitnotering: 18-12-2010 t/m 12-03-2011 | Hitnotering: 18-12-2010 t/m 12-03-2011 | Hitnotering: 18-12-2010 t/m 12-03-2011 | Hitnotering: 18-12-2010 t/m 12-03-2011 | Hitnotering: 18-12-2010 t/m 12-03-2011 | Hitnotering: 18-12-2010 t/m 12-03-2011 | Hitnotering: 18-12-2010 t/m 12-03-2011 | Hitnotering: 18-12-2010 t/m 12-03-2011 | Hitnotering: 18-12-2010 t/m 12-03-2011 | Hitnotering: 18-12-2010 t/m 12-03-2011 | Hitnotering: 18-12-2010 t/m 12-03-2011 | Hitnotering: 18-12-2010 t/m 12-03-2011 | Hitnotering: 18-12-2010 t/m 12-03-2011 | Hitnotering: 18-12-2010 t/m 12-03-2011 |
| Week:                                  | 1                                      | 2                                      | 3                                      | 4                                      | 5                                      | 6                                      | 7                                      | 8                                      | 9                                      | 10                                     | 11                                     | 12                                     | 13                                     |                                        |
| -------------------------------------- | -------------------------------------- | -------------------------------------- | -------------------------------------- | -------------------------------------- | -------------------------------------- | -------------------------------------- | -------------------------------------- | -------------------------------------- | -------------------------------------- | -------------------------------------- | -------------------------------------- | -------------------------------------- | -------------------------------------- | -------------------------------------- |
| Positie:                               | 43                                     | 26                                     | 25                                     | 24                                     | 19                                     | 14                                     | 13                                     | 19                                     | 24                                     | 39                                     | 46                                     | 50                                     | 43                                     | uit                                    |